# Munksjöbron

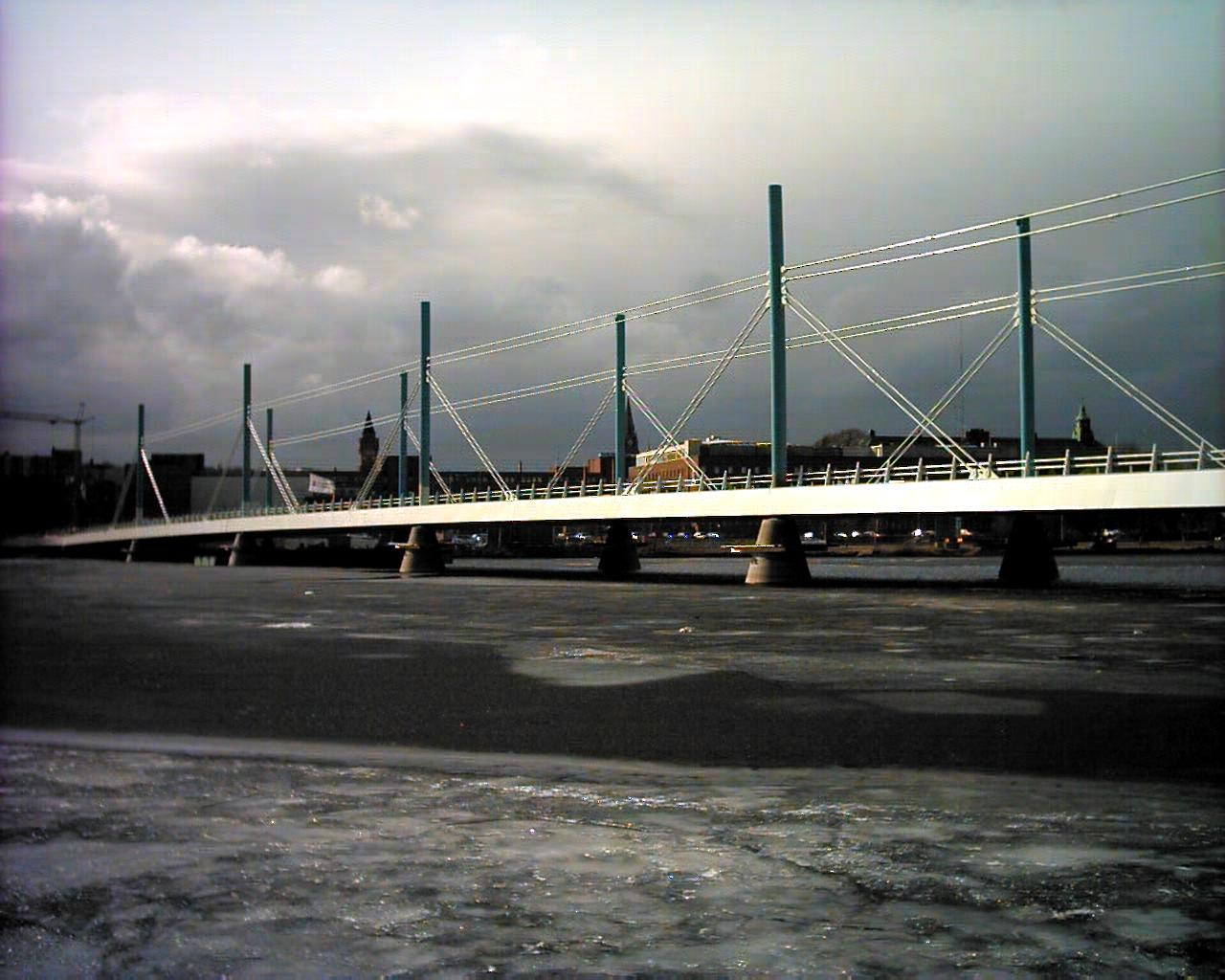

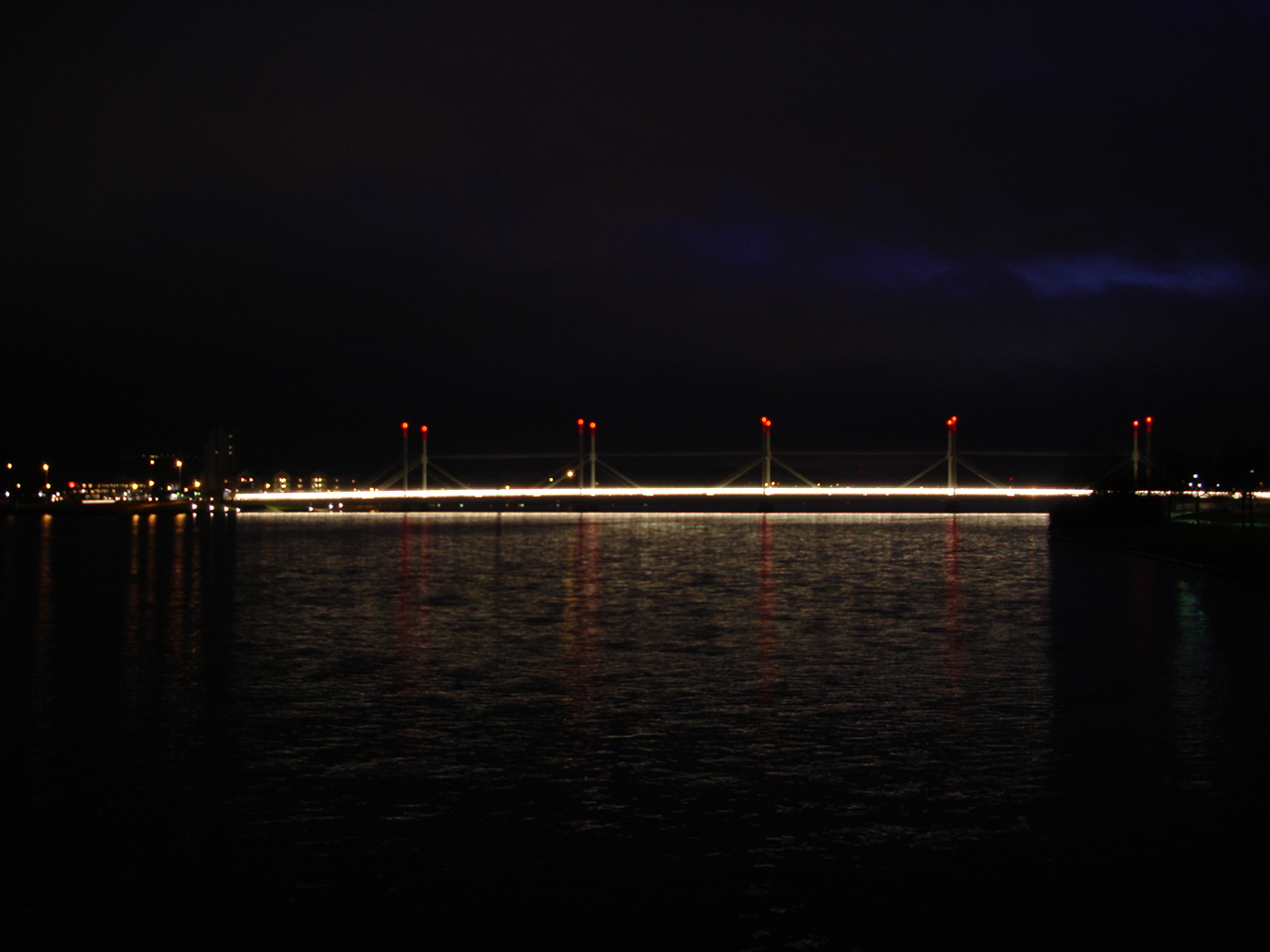
Munksjöbron nattetid

Munksjöbron är en vägbro över Munksjön i Jönköping, som invigdes den 17 juni 2006 . Bron, som kostade mer än 100 miljoner kronor, var vid tiden för uppförandet den största enskilda investeringen Jönköpings kommun gjort. Bron byggdes för att förbättra trafiksituationen i centrala Jönköping och ersatte framför allt Slottsbron. Brobygget startade 2004. Vid invigningen hölls Brofästivalen.
Bygget av bron var kontroversiellt ur miljöhänseende, delvis på grund av de kvicksilverhaltiga sediment på sjöns botten, som kom från det intilliggande Munksjö bruk.